# Рамеш Рамдан
Рамеш Рамдан (25 липня 1960) — футбольний суддя з Тринідаду і Тобаго. Арбітр ФІФА з 1990 по 2005 роки.

## Суддівська кар'єра
Перший арбітр з Карибського басейну, який судив матч (Японія — Хорватія) під час чемпіонату світу з футболу 1998 року у Франції.
Рамдан також обслуговував численні змагання ФІФА, включаючи Кубок Конфедерацій ФІФА 1997, Чемпіонати світу з футболу серед молоді до 17 років 1995 і 2001, а також відбіркові матчі до чемпіонату світу 1994, 1998, 2002, і 2006.
Також судив на Золотих кубках КОНКАКАФ 1993, 1996, 1998, і 2000 років.